# Synurales
Die Synurales (gelegentlich auch im Rang der Synurophyceae) sind eine Ordnung von Mikroalgen, die den Goldalgen nahestehen. Sie besteht bislang aus 4 Gattungen.

## Merkmale
Die Vertreter sind vorwiegend Flagellaten, es sind aber auch benthisch lebende Kolonien bekannt. Die Zellen sind mit bilateralsymmetrischen Kieselsäure-Schuppen bedeckt. Die Plastiden besitzen Gürtellamellen. Das Endoplasmatische Reticulum des Plastiden besitzt keine Membran-Verbindung mit der äußeren Zellkern-Membran. Die DNA des Plastiden besitzt einen ringförmigen Genophor. Augenflecken fehlen. 
Zu den Plastiden-Pigmenten zählen die Chlorophylle a und c1, Fucoxanthin, Violaxanthin, Antheraxanthin und Neoxanthin. 
Schwärmerzellen besitzen meist zwei nach vorne gerichtete Geißeln, von denen eine dreiteilige tubuläre Haare trägt. Diese Haare tragen wieder an ihrem Schaft kurze und lange Seitenhaare. 
Die Zellen besitzen zwei mikrotubuläre Kinetosomen-Wurzeln und eine große, gestreifte Kinetosomen-Wurzel (Rhizoplast).

## Systematik
Die Synurales sind eine der Gruppen der Stramenopile. Zu ihnen werden unter anderen folgende Gattungen gezählt: 
- Chrysodymus
- Mallomonas
- Synura
- Tesselaria